# Fiera del cavallo di Jerez
La Fiera del cavallo di Jerez, nota anche come Feria del Caballo (in italiano Fiera del cavallo), è una fiera che si svolge nel comune spagnolo di Jerez de la Frontera e che si tiene ogni anno nella prima o nella seconda settimana di maggio.
La fiera dura circa una settimana ed è la più importante della provincia di Cadice, oltre ad essere classificata come una Festa di Interesse Turistico Internazionale.

## Descrizione

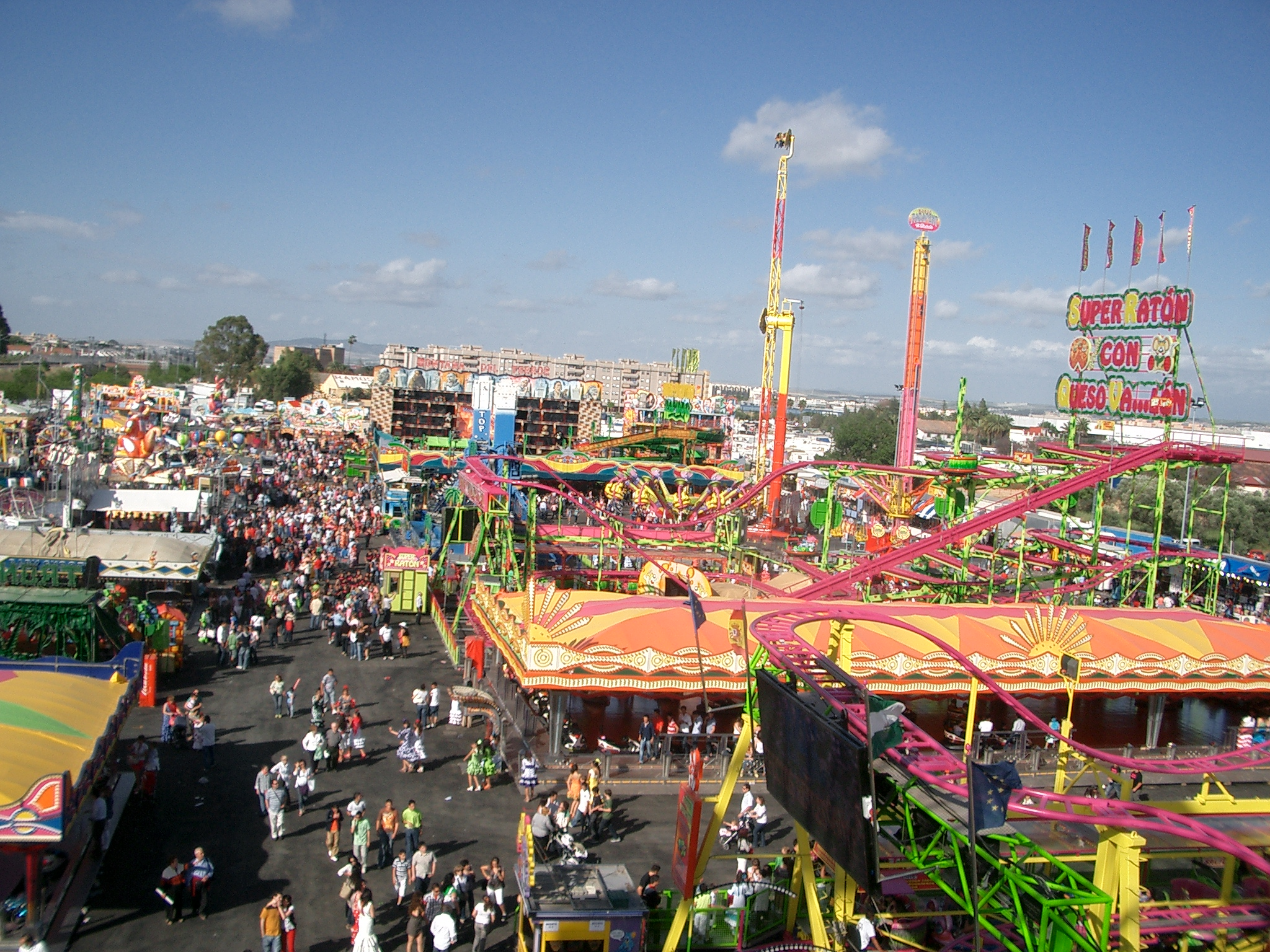
Vista dall'alto della zona giochi della Feria 2009

Le origini della fiera risalgono al Medioevo quando Alfonso X concesse a Jerez di organizzare una fiera del bestiame, per contribuire ad attivare l'economia locale. I contadini iniziarono quindi a riunirsi per vendere ed acquistare animali, principalmente cavalli.
Nel XIX secolo l'evento si trasformò da fiera del bestiame ad una fiera espositiva con concorsi e gare equestri e con circa 200 casetas allestite presso il parco González de Hontoria, i cui viali e strade vengono addobbati con ghirlande e fiori. A differenza della Feria de Abril di Siviglia dove la maggior parte delle casetas sono private ed accessibili solo su invito, quelle di Jerez sono soprattutto pubbliche ed accessibili a tutti.

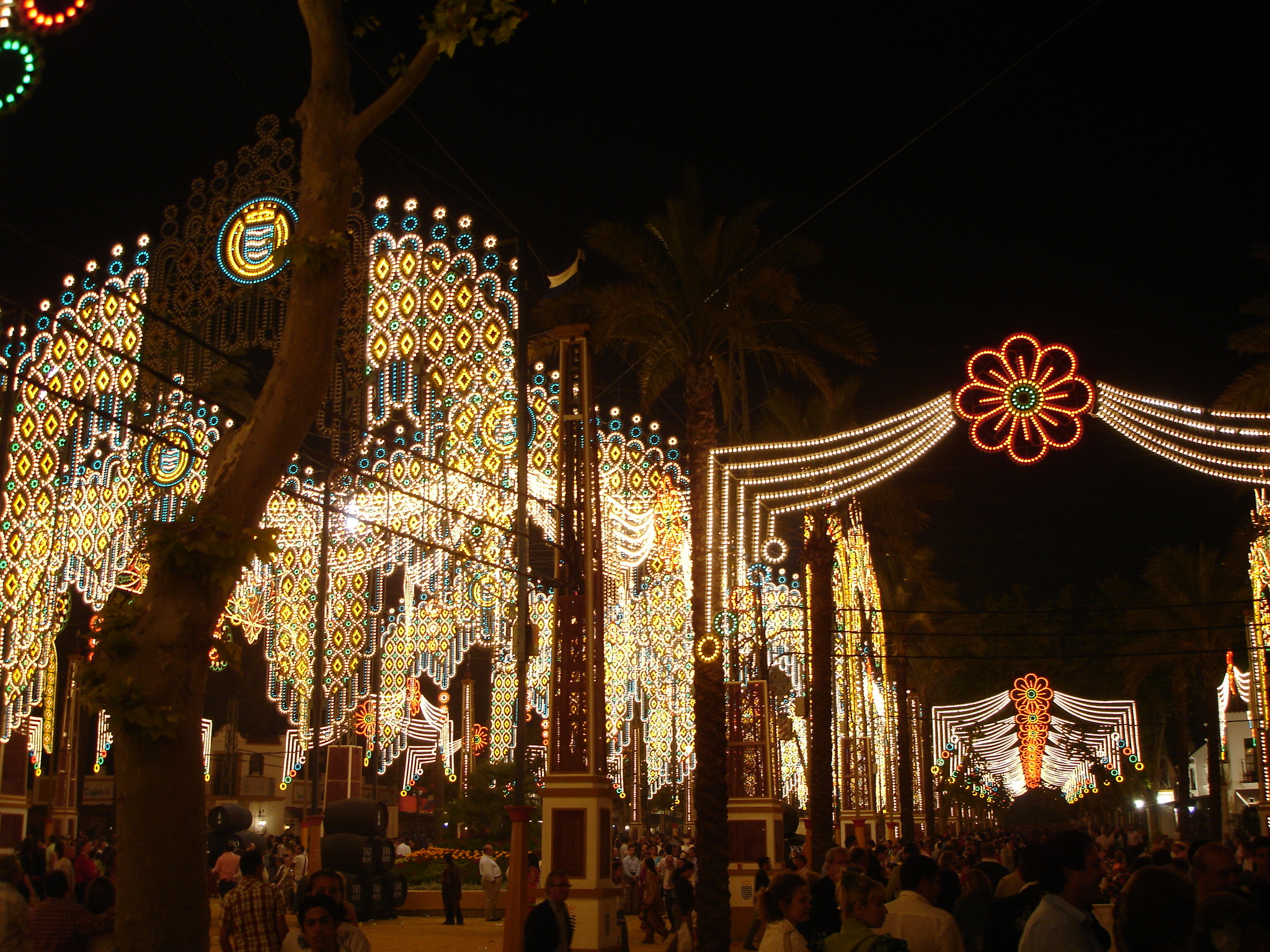
Fiera di notte.

La fiera è divisa in due parti: una è una specie di piccolo villaggio con bar e ristoranti e l'altra è un parco dei divertimenti dove bambini e adulti possono divertirsi su diverse giostre come montagne russe e autoscontri.